# O mnie się nie martw (serial telewizyjny)
O mnie się nie martw – polski serial obyczajowo–komediowy w reżyserii Michała Rogalskiego i Anny Kazejak, emitowany na antenie TVP2 od 5 września 2014 do 4 stycznia 2021.

## Obsada
| Aktor                     | Rola                 | Okres występowania |
| ------------------------- | -------------------- | ------------------ |
| Joanna Kulig              | Iga Małecka          | 2014–2018          |
| Stefan Pawłowski          | Marcin Kaszuba       | 2014–2020          |
| Paweł Domagała            | Krzysztof Małecki    | 2014–2020          |
| Aleksandra Domańska       | Joanna Zarzycka      | 2014–2020          |
| Katarzyna Ankudowicz      | Marta Piątek-Małecka | 2014–2020          |
| Maja Kwaśny               | Helenka Bonnet       | 2014–2020          |
| Oliwia Dąbrowska          | Oliwka Małecka       | 2014–2020          |
| Karol Dziuba              | Tomasz Podhalski     | 2014–2020          |
| Dawid Zawadzki            | Jacek Pękała         | 2014–2020          |
| Wojciech Solarz           | Wojtek Mazur         | 2014–2020          |
| Adam Bauman               | Sędzia               | 2014–2020          |
| Elżbieta Jarosik          | Teresa Pniewska      | 2014–2020          |
| Hanna Śleszyńska          | Irena Pankiewicz     | 2015–2020          |
| Krzysztof Stelmaszyk      | Marek Kaszuba        | 2015–2020          |
| Piotr Jankowski           | Filip Bonnet         | 2015, 2017–2020    |
| Marcin Korcz              | Paweł Radecki        | 2016–2020          |
| Aleksandra Adamska        | Sylwia Małecka       | 2017–2020          |
| Joanna Kurowska           | Grażyna Małecka      | 2017–2020          |
| Anna Szymańczyk           | Kaśka Popławska      | 2018–2020          |
| Feliks Probola            | Zbyszek Kaszuba (#3) | 2019–2020          |
| Karolina Bacia            | Karolina Giżyńska    | 2019–2020          |
| Mateusz Bieryt            | Konstanty Molenda    | 2019–2020          |
| Anna Jarosik              | Maria Barska         | 2019–2020          |
| Otar Saralidze            | Djamal               | 2019–2020          |
| Joanna Kuberska           | Olga Wesołowska      | 2019–2020          |
| Jacek Knap                | Artur Szulc          | 2020               |
| Hanna Konarowska          | Natalia              | 2020               |
| Paweł Deląg               | Andrzej              | 2020               |
| Ewa Konstancja Bułhak     | Anna                 | 2020               |
| Waleria Gorobets          | Weronika             | 2020               |
| Jan Wieteska              | Tymon                | 2020               |
| Agata Wątróbska           | Zuzanna              | 2020               |
| Eryk Kulm                 | Patryk Walicki       | 2020               |
| Katarzyna Maciąg          | Ewa Walczak          | 2014–2017          |
| Rafał Królikowski         | Artur Ostrowski      | 2014               |
| Bartłomiej Świderski      | Paweł Biczyński      | 2014               |
| Mikołaj Krawczyk          | Mariusz Laskoń       | 2015               |
| Alicja Stasiewicz         | Pola Wójcik          | 2015               |
| Angelika Kurowska         | Dorota Gajewska      | 2015               |
| Andrzej Zieliński         | Wiktor Zarzycki      | 2014–2016          |
| Katarzyna Zielińska       | Laura Curyło         | 2014–2016          |
| Natalia Sikora            | Lena Fabicka         | 2016               |
| Agnieszka Pilaszewska     | Lucyna Gajewska      | 2016               |
| Ewelina Serafin           | Ewelina Kołacz       | 2014–2017          |
| Jan Wieczorkowski         | Łukasz Drzewiecki    | 2015–2017          |
| Katarzyna Gniewkowska     | Renata Kaszuba       | 2015–2017          |
| Kacper Olszewski          | Staszek Popiołek     | 2015–2017          |
| Lesław Żurek              | Adam Madejski        | 2014–2018          |
| Kamil Węcławek            | Zbyszek Kaszuba (#1) | 2017–2018          |
| Kamil Kula                | Igor Borejsza        | 2017–2018          |
| Przemysław Cypryański     | Mariusz Rybicki      | 2017–2018          |
| Jakub Wesołowski          | Kuba Jurkowski       | 2017–2018          |
| Sebastian Perdek          | Przemek              | 2017–2018          |
| Marta Żmuda Trzebiatowska | Monika Kuczyńska     | 2014, 2018         |
| Anna Terpiłowska          | Magdalena Gadomska   | 2015, 2018         |
| Robert Koszucki           | Grzegorz             | 2018               |
| Mikołaj Fersten           | Zbyszek Kaszuba (#2) | 2018               |
| Laura Breszka             | Marzena Gregorczyk   | 2018               |
| Agnieszka Wosińska        | Agata Zatońska       | 2014–2019          |
| Sławomir Orzechowski      | Witold Gajewski      | 2016–2019          |
| Michał Wanio              | Patryk Radecki       | 2018–2019          |
| Ewa Gawryluk              | Iwona                | 2018–2019          |
| Andrzej Andrzejewski      | Andreas Wagner       | 2018–2019          |
| Anna Kózka                | Zofia                | 2019               |
| Jan Jankowski             | Molenda              | 2019               |
| Lucyna Malec              | Danuta Małecka       | 2019               |
| Dominika Pasternak        | Anna Sadowska        | 2019               |

## Piosenka
W czołówce serialu tytułową piosenkę wykonywała Margaret. W oryginalnej wersji z 1964 piosenka ta była śpiewana przez Katarzynę Sobczyk. Słowa piosenki napisał Kazimierz Winkler, a muzykę – Józef Krzeczek.

## Adaptacje
Powstała bułgarska adaptacja serialu pt. I’ll be fine emitowana przez BTV.

## Spis serii
Uwaga: tabela zawiera daty odnoszące się wyłącznie do pierwszej emisji telewizyjnej; nie uwzględniono w niej ewentualnych prapremier w serwisach internetowych (np. TVP VOD).
| Seria | Odcinki      | Pierwsza emisja telewizyjna (TVP2) | Pierwsza emisja telewizyjna (TVP2) | Pierwsza emisja telewizyjna (TVP2) | Pierwsza emisja telewizyjna (TVP2) | Pierwsza emisja telewizyjna (TVP2) |
| Seria | Odcinki      | Sezon                              | Początek emisji                    | Koniec emisji                      | Pora emisji                        | Średnia oglądalność                |
| ----- | ------------ | ---------------------------------- | ---------------------------------- | ---------------------------------- | ---------------------------------- | ---------------------------------- |
| 1.    | 1–13 (13)    | jesień 2014                        | 5 września 2014                    | 28 listopada 2014                  | piątek 20.05                       | 2 127 799                          |
| 2.    | 14–26 (13)   | wiosna 2015                        | 6 marca 2015                       | 5 czerwca 2015                     | piątek 20.05                       | 1 764 591                          |
| 3.    | 27–39 (13)   | jesień 2015                        | 11 września 2015                   | 4 grudnia 2015                     | piątek 20.05                       | 2 048 076                          |
| 4.    | 40–52 (13)   | wiosna 2016                        | 4 marca 2016                       | 3 czerwca 2016                     | piątek 20.40                       | 1 864 189                          |
| 5.    | 53–65 (13)   | jesień 2016                        | 2 września 2016                    | 2 grudnia 2016                     | piątek 20.40                       | 1 962 985                          |
| 6.    | 66–78 (13)   | wiosna 2017                        | 3 marca 2017                       | 2 czerwca 2017                     | piątek 20.40                       | 1 874 595                          |
| 7.    | 79–91 (13)   | jesień 2017                        | 8 września 2017                    | 1 grudnia 2017                     | piątek 20.40                       | 2 163 331                          |
| 8.    | 92–104 (13)  | wiosna 2018                        | 2 marca 2018                       | 1 czerwca 2018                     | piątek 20.40                       | 1 694 706                          |
| 9.    | 105–117 (13) | jesień 2018                        | 14 września 2018                   | 7 grudnia 2018                     | piątek 20.40                       | 1 841 052                          |
| 10.   | 118–130 (13) | wiosna 2019                        | 1 marca 2019                       | 31 maja 2019                       | piątek 20.40                       | 1 400 109                          |
| 11.   | 131–143 (13) | jesień 2019                        | 16 września 2019                   | 16 grudnia 2019                    | poniedziałek 21.50                 | 1 718 593                          |
| 12.   | 144–156 (13) | wiosna 2020                        | 2 marca 2020                       | 4 maja 2020                        | poniedziałek 21.50                 | bd.                                |
| 12.   | 144–156 (13) | jesień 2020                        | 14 września 2020                   | 5 października 2020                | poniedziałek 21.50                 | bd.                                |
| 13.   | 157–169 (13) | jesień 2020–zima 2021              | 12 października 2020               | 4 stycznia 2021                    | poniedziałek 21.50                 | 1 269 636                          |